# Sisyrinchium sagittiferum
Sisyrinchium sagittiferum är en irisväxtart som beskrevs av Eugene Pintard Bicknell. Sisyrinchium sagittiferum ingår i släktet gräsliljor, och familjen irisväxter. Inga underarter finns listade i Catalogue of Life.